# مينا ألكسندر
مينا ألكسندر (بالإنجليزية: Meena Alexander)‏‏ (17 فبراير 1951 في الله أباد - 21 نوفمبر 2018 في مانهاتن) مؤلفة، وروائية، وشاعرة، وكاتِبة من الولايات المتحدة.

## الجوائز
- زمالة غوغنهايم
- PEN Open Book Award [الإنجليزية]‏